# 马福拉福斯
马福拉福斯（法語：Magny-la-Fosse，法語發音：[maɲi la fos]）是法国上法蘭西大區埃纳省的一个市镇，属于圣康坦区。

## 地理
马福拉福斯（49°56'1"N, 3°16'29"E）面积3.63 平方千米，位于法国上法蘭西大區埃纳省，该省份为法国北部内陆省份，北起北部省，西接索姆省和瓦兹省，东临阿登省和马恩省，西南至塞纳-马恩省，东北部与比利时接壤。
与马福拉福斯接壤的市镇（或旧市镇、城区）包括：贝朗格利斯、勒欧库尔、容库尔、勒韦尔日、诺鲁瓦。

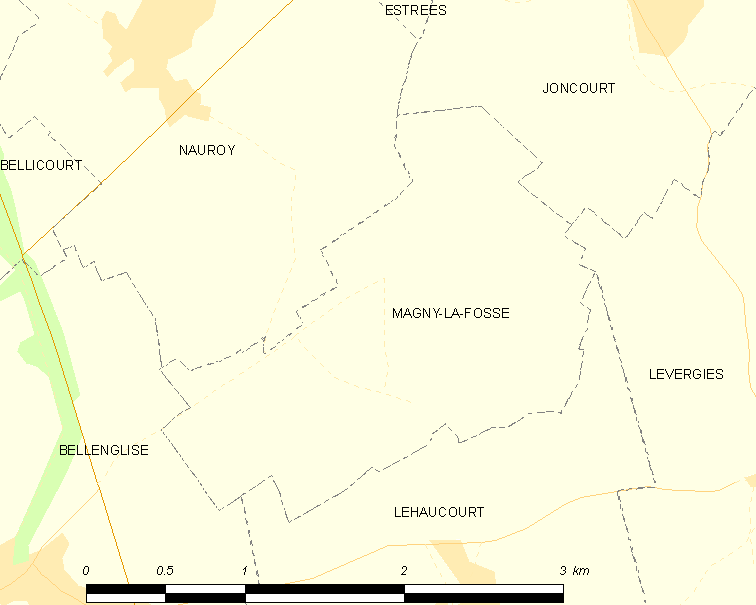
马福拉福斯的OSM定位图

马福拉福斯的时区为UTC+01:00、UTC+02:00（夏令时）。

## 行政
马福拉福斯的邮政编码为02420，INSEE市镇编码为02451。

## 政治
马福拉福斯所属的省级选区为博安昂韦尔芒多瓦县。

## 人口

1962-2008年间马福拉福斯人口变化图示

马福拉福斯于2022年1月1日时的人口数量为122人。